# Drosanthemeae
Drosanthemeae je tribus biljaka iz porodice čupavica (Aizoaceae), dio potporodice Ruschioideae. U tribusu je d0 2020. bio samo jedan rod, Drosanthemum, da bi onda bio dodan novi rod Lemonanthemum.
Drosanthemum je rasprostranjen je u florističkoj regiji Greater Cape u južnoj Africi. Sa 114 priznatih vrsta, Drosanthemum, zajedno s vrlo sukulentnim i vrstama bogatim plemenom Ruschieae, čine "glavne ruschioide" u porodici Aizoaceae. Unutar roda Drosanthemum opisano je devet podrodova na temelju morfologije cvijeta i ploda. Njihovi filogenetski odnosi, međutim, još nisu istraženi, što otežava razumijevanje monofiletskih entiteta i obrazaca geografske distribucije.
Novim istraživanjima (2020) prikazana je filogenija svih devet podrodova Drosanthemum na temelju podataka o sekvencama kloroplasta. Rezultati potvrđuju neke ranije objavljene činjenice, npr. da je D. zygophylloides sestra Drosanthemuma. Predlaženo je da (Klak et el.) se ovu vrstu tretira kao novi monotipski rod, Lemonanthemum, koji se od Drosanthemuma razlikuje po svojstvima listova i peteljki ploda. U Drosanthemum s.s., mali subg. Quadrata, koju karakteriziraju 4-lokularni plodovi, vrlo je podržana kao sestra ostatku Drosanthemuma (gdje su plodovi 5-lokularni). Nadalje, podaci podržavaju prijenos Delosperma pubipetalum u Drosanthemum (gdje je također napravljena nomenklaturalna promjena). Dlakave latice, 5-lokularni plodovi s uskim pokrovnim membranama i prema dolje usmjerene dlakaste papile na granama sugeriraju da je D. pubipetalum blizak D. papillatum i pripada subg. Quastea. Druga vrsta, D. badspoortense, koja je bila smještena u D. subg. Quastea, pokazalo se da zbog svojih uskih pokrovnih membrana pripada Delospermi i također nema jedinstvenu strukturu peteljke ploda Drosanthemuma. Osim toga, nova vrsta, D. overbergense. Morfološke karakteristike upućuju na to da ova vrsta pripada subg. Xamera, ali to nisu potvrdili molekularni podaci. Konačno, novo ime - Drosanthemum calcareum - predloženo je za nelegitimnu D. intermedium i lektotip (na BOL-u) je određen za D. pubipetalum. Predložena je i lektotipizacija D. badspoortense.

## Rodovi
Tribus Drosanthemeae Chesselet, Gideon F. Sm. & A. E. van Wyk
1. Drosanthemum Schwantes  (116 spp.)
2. Klakia van Jaarsv.  (2 spp.)
3. Lemonanthemum Klak  (1 sp.)